# Hymenodictyon orixense
Hymenodictyon orixense är en måreväxtart som först beskrevs av William Roxburgh, och fick sitt nu gällande namn av David John Mabberley. Hymenodictyon orixense ingår i släktet Hymenodictyon och familjen måreväxter. Inga underarter finns listade i Catalogue of Life.